# Gímszarvasgenom-program

## Bevezetés
A kelet-európai gímszarvas (Cervus elaphus hippelaphus) DNS-ének szekvenciája és teljes, kromoszómákba rendezett genomjának leírása több hazai egyetem (Szent István Egyetem Kaposvári Campus, Eötvös Loránd Tudományegyetem Genetika Tanszék, Semmelweis Egyetem I. Számú Belgyógyászati Klinika) és a NAIK Mezőgazdasági Biotechnológiai Kutatóintézet összefogásával készült el Magyarországon. Ez az első gímszarvas-referenciagenom leírása a világon, amely lényegét tekintve a Humán Genom Projekt gímszarvas megfelelője. A referenciagenom mindig haploid és úgynevezett konszenzusos pszeudoszekvenciákból épül fel, vagyis több szekvencia közös, összeilleszkedő részei alapján in silico létrehozott, a valóságban nem létező, mesterséges genomszekvencia. A referenciagenomok a jelentősebb bioinformatikai, genomikai portálokon elérhetők, letölthetők. A megbízhatóságukat szakemberek ellenőrzik és hagyják jóvá. A kutatók hozzájuk viszonyítják, illesztik saját szekvenciáikat. Mivel folyamatosan frissítik ezeket, így a genomi koordinátáik verziónkként eltérhetnek egymástól. A gímszarvasgenom, más néven CerEla1.0 szabadon elérhető és letölthető az Amerikai Egyesült Államokban gondozott nemzetközi genomadatbázisból (NCBI, MKHE00000000.1 azonosító). A CerEla1.0-ről beszámoló tudományos közlemény 2018-ban jelent meg a Molecular Genetics and Genomics-ban.

## Gímszarvas-referenciagenom létrehozása
A DNS-t a Kaposvári Egyetem Vadgazdálkodási központja telepén, Bőszénfán természet közeli körülmények között élő, kapitális gímszarvasbika vérmintájából vonták ki 2011-ben. A teljes genomi DNS-szekvenálás Illumina Hiseq2000 platformon történt, amely folyamat eredményeként nagy mennyiségű, rövid szekvenciaszakaszok (read) keletkeztek. A bioinformatikai munka során ezeket a read-eket egy genom assembler (ALLPATHS-LG) program futtatásával nagyobb szakaszokká (contig, scaffold) fűzték össze. A hosszabb szekvenciákat rokonfaj referenciagenomok (szarvasmarha, juh) és egy már rendelkezésre álló gímszarvas kapcsoltsági géntérkép segítségével kromoszómákba rendezték. A gímszarvasbika genomját 33 autoszóma DNS-e, valamint az X és az Y kromoszóma DNS-e alkotja (plusz a mitokondriális DNS). A teljes referenciagenom hossza több mint 3 gigabázispár hosszúságú. A genetika két alaptételét alkalmazva azonosították az egyes gének kromoszomális lokalizációját. Az egyik kiinduló pont a kromoszóma és a géntérkép kolinearitási tétele, a másik az összehasonlító géntérképezés elve volt. A gímszarvas géntérkép pontjai hosszú szakaszokon azonos sorrendben találhatóak a szarvasmarhagenomban is, azaz kiterjedt szinténiák, lokális kapcsoltságok figyelhetők meg. A DNS-szekvencia ismeretében változatos bioinformatikai programok alkalmazásával meghatározták a gének szerkezetét, szabályozó részeit és egyéb fontos elemeit. A fehérjét kódoló gének közül 19368-at azonosítottak (a kérődzők ismert génjeinek 90 %-át) MAKER annotáló program segítségével (gén annotáció),. Továbbá leírták a gének részletes szerkezetét, evolúciós rokonságait és funkcióit, ilyenek például a sejten, szerveken, szöveteken belüli, fejlődésben betöltött szerepek, hasonló gének más fajokban, a gén belső felépítése ( exon, intron szerkezet, 5’ és 3’ UTR-ek, stb.) Feltárták és elhelyezték az ismétlődő, repetitív szekvenciákat Archiválva 2021. április 30-i dátummal a Wayback Machine-ben, LTR elemeket, transzfer RNS, kis RNS és riboszomális RNS-géneket a kromoszómák mentén, a DNS-szekvenciában. A gímszarvasgenom megismerése lehetőséget adott 2,8 millió heterozigóta pont változat (bioinformatikailag SNP) és 365 ezer apró deléció és inszerció) vagyis összefoglaló néven az indelek azonosítására. Egy további elemzésben megállapították az egyes kromoszómákon a centromeronok helyét. Ezek a képletek biztosítják sejtosztódáskor a kromoszómák precíz vándorlását az utódsejtekbe.

## Gímszarvas-referenciagenom hasznosítása
A CerEla1.0 értékes adatokkal bővítette a kérődzők genom/kromoszóma evolúciójáról (kariológiai evolúció) alkotott képet is. Megmutatta például, hogy milyen kromoszóma átrendeződések történtek (kromoszómák fúziói, hasadások, inverziók, transzlokációk Archiválva 2021. október 16-i dátummal a Wayback Machine-ben) az elmúlt 30 millió év során. Azóta, hogy a szarvasfélék (Cervidae) és a tülkös szarvúak (Bovidae) elszakadtak a közös kérődző „Pecora” ősüktől. A CerEla1.0-t folyamatosan bővíthető az új ismeretek függvényében, bár már most is gazdag forrása a populációelemzéseknek, a leszármazási és az eredet vizsgálatoknak, a forenzikus, a bűnügyi, a régészeti, a természetvédelmi és a vadgazdálkodási felhasználásoknak. Teljes genomasszociációs vizsgálatokra (GWAS, Genome Wide Assotiation Studies) ad lehetőséget. Egy ilyen GWAS-vizsgálat lehet a jövőben például az aranyérmes agancsok titkának megfejtése is.